# Abathomphalinae
Abathomphalinae es una subfamilia de foraminíferos planctónicos de la familia Globotruncanidae, de la superfamilia Globotruncanoidea, del suborden Globigerinina y del orden Globigerinida. Su rango cronoestratigráfico abarca el Maastrichtiense superior (Cretácico superior).

## Discusión
Clasificaciones posteriores han incluido Abathomphalinae en la superfamilia Globigerinoidea. Otras clasificaciones han elevado Abathomphalinae a la categoría de familia, es decir, familia  Abathomphalidae.

## Clasificación
Abathomphalinae incluye al siguiente género:
- Abathomphalus †

Otros géneros considerados en Abathomphalinae son:
- Anania †, también considerado en subfamilia Ananiinae
- Badriella †, también considerado en subfamilia Ananiinae
- Meridionalla †, también considerado en subfamilia Ananiinae